# If Winter Comes
If Winter Comes is een film uit 1947 onder regie van Victor Saville. De film is gebaseerd op een boek van A.S.M. Hutchinson en werd in 1923 eerder uitgebracht door Fox Film Corporation. Die versie werd geregisseerd door Harry F. Millarde en had Percy Marmont in de hoofdrol.
De film gaat over een schrijver van informatieve boeken die trouwt met een vrouw voor wie hij nauwelijks gevoelens heeft, nadat de ware hem heeft verlaten.

## Rolverdeling
| Acteur          | Personage       |
| --------------- | --------------- |
| Walter Pidgeon  | Mark Sabre      |
| Deborah Kerr    | Nona Tybar      |
| Angela Lansbury | Mabel Sabre     |
| Binnie Barnes   | Natalie Bagshaw |
| Janet Leigh     | Effie Bright    |
| Dame May Whitty | Mrs. Perch      |
| Reginald Owen   | Mr. Fortune     |
| Rhys Williams   | Mr. Bright      |